# Grammopelta
Grammopelta este un gen de molii din familia Saturniidae. 

## Specii
- Grammopelta cervina Rothschild, 1907
- Grammopelta lineata (Schaus, 1906)